# Rothus auratus
Espèce
Rothus auratus est une espèce d'araignées aranéomorphes de la famille des Pisauridae.

## Distribution
Cette espèce est endémique d'Afrique du Sud. Elle se rencontre au Cap-Occidental et au Cap-Septentrional.

## Description
La femelle holotype mesure 14 mm

## Publication originale
- Pocock, 1900 :  Some new Arachnida from Cape Colony. Annals and Magazine of Natural History, sér. 7, vol. 6, p. 316-333 (texte intégral).